# هادرون

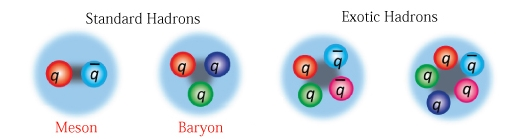

الهادرونات  هي مجموعة جسيمات كان يظن في بادئ الأمر أنها جسيمات أولية أي ليست مكونة من جسيمات أصغر ولكن تبين فيما بعد خطأ هذا الزعم،  فقد وجد أن الهدرونات تتكون إما من كواركات أو كواركات مضادة أو كليهما معاً، إضافة إلى الغلونات. والغلون هو جسيم افتراضي يحمل قوة «التفاعل الشديد» التي تربط الكواركات ببعضها البعض، والهدرونات تنقسم إلى ميزونات (والتي منها البيونات والكاونات) وباريونات (والتي منها البروتونات والنيوترونات وجسيمات سجما) والرنين المتعدد لكل منهم. لا يمكن لأغلب الهدرونات أن تكتشف في المواد العادية وذلك لأن معظمها - باستثاء النيوترون والبروتون – تنحل في أجزاء من الثانية إلى جسيمات مستقرة، وبشكل نسبي يعد البروتون أكثر الهدرونات استقراراً حيث بينت التجارب أن عمر نصفه لا يقل عن 1032 سنة، بينما النيوترون الحر لا تتجاوز فترة عمر نصفه 10.3 دقيقة.

## المقدمة
اقترح العالمان موري جِل ـ مان وجورج زفايج (1964م) – كلاً على حداه - أن الهدرونات ليست مجرد جسيمات أولية كما كان سائداً آن ذاك وإنما تتكون من جسيمات أدق أسماها جل - مان بالكواركات ، تقع تلك الكواركات – طبقاً لنموذج جل مان وزفايج – في ثلاثة أنواع فقط هي العلوي (u) والسفلي(d) والغريب (s)، وقد تكهنت النظريات والتجارب فيما بعد بوجود ثلاثة أنواع أخرى من الكواركات تدعى الجذاب (c) والقاعي (b) والذروي (t)، والكواركات كسائر الجسيمات الأولية لها جسيمات مضادة ولذلك فإن كل نوع من الستة أنواع له جسيم مضاد يقابله، فالجسيم المضاد للكوارك العلوي – على سبيل المثال – يدعى مضاد الكوارك العلوي (
u
).
تحمل الكواركات ومضاداتها شحنات كهربية ذات قيم كسرية بالنسبة لمقدار شحنة الإلكترون، فالكواركات العلوي والجذاب والذروي لكل واحد منهم شحنة كهربية موجبة تعدل ثلثي شحنة الإلكترون ({\displaystyle q_{u}=q_{c}=q_{t}=+2/3e}) أما الكواركات السفلي والغريب والقاعي فكل واحد منهم يحمل شحنة كهربية سالبة تعدل ثلث شحنة الإلكترون ({\displaystyle q_{d}=q_{s}=q_{b}=-1/3e})، أما بالنسبة للكواركات المضادة فلها نفس مقدار شحنة الكوارك المرادف ولكن باختلاف الإشارة الكهربية، ونتيجة لاختلاف الخواص الفيزيائية للكواركات لذلك فإن خصائص الهدرونات في نموذج الكوارك تعتمد على أنواع كواركات التكافؤ، فعلى سبيل المثال البروتون يحوي ثلاثة كواركات (كواركات التكافؤ)، كواركين منهما علويين أما الكوارك الثالث فهو كوارك سفلي (uud)، وبالتالي يكون المجموع الكلي للشحنات الكهربية داخل البروتون هو {\displaystyle q_{p}=}{\displaystyle +2/3} × 2{\displaystyle -1/3=+1}، أما النيوترون فيتكون من كواركين سفليين وكوارك علوي (udd) فتكون شحنته الكهربية ({\displaystyle q_{n}=-1/3} × {\displaystyle 2+2/3=0}) أي متعادلة.
وتصنف الهدرونات في نموذج الكوارك إلى باريونات وباريونات مضادة وميزونات، حيث يفترض في هذا النموذج أن الباريونات تتألف من ثلاثة كواركات (qqq) والباريونات المضادة من ثلاثة كواركات مضادة (
q

q

q
) بينما الميزونات فتتألف من كوارك وكوارك مضاد (
q

q
). حيث q ترمز للكوارك و
q
 ترمز للكوارك المضاد

## الشحنة اللونية وقوى التفاعل الشديدة
في أول الأمر بدى نموذج الكوارك متعارضاً مع مبدأ استثناء باولي الذي ينص على أن أي فرميونين متماثلين (كواركين أو إلكترونين على سبيل المثال) لا يمكن أن يشغلا نفس الحالة الكمية معاً في ذات الوقت ، في حين أن البروتون مثلاً – طبقا لنموذج الكوارك - يحتوي على فرميونين متماثلين «ظاهرياً» وهما الكواركان العلويان، مما جعل العالم أوسكار والاس جرينبيرج (1964م) يقترح بأن الكواركات إلى جانب كونها تحمل شحنات كهربية فإنها أيضاً تحمل شحنات لونية يرمز لها بالألوان: الأحمر (r) والأخضر (g) والأزرق (b)، بينما تحمل الكواركات المضادة شحنات لونية مضادة هي على الترتيب الفيروزي (r) والقرنفلي (g) والأصفر (b)، بحيث تعبر تلك الألوان ومضاداتها عن حالات أو أعداد كمية مختلفة، وبناء على ذلك فإن الكواركين العلويين داخل البروتون يحملان شحنتين لونيتين مختلفتين وبالتالي تم درء التعارض الظاهري بين نموذج الكوارك ومبدأ استثناء باولي.
تعتبر الشحنات اللونية هي المسئول الأول عن قوى التفاعل الشديدة، حيث تقوم مجموعة من الجسيمات الدفيقة بحمل تلك القوى الشديدة ونقلها بين الجسيمات المشحونة بشحنات لونية (الجسيمات الملونة كالكواركات)، وتسمى تلك الجسيمات بالقلونات، وهي جسيمات عديمة الكتلة تتميز بأنها ثنائية الشحنة اللونية حيث أن القلون يحمل لوناً ولوناً مضاداً في نفس الوقت (على سبيل المثال خليط من الأحمر (r) والأصفر (b))، والقلونات في حالة تبادل مستمر بين الجسيمات الملونة فهي إذن بمثابة نظائر للفوتونات في حالة الجسيمات المشحونة كهربياً، ينتج عن ذلك التبادل الدائم تغير مستمر في الشحنات اللونية للكواركات، لتبسيط ذلك نفترض أن قلوناً شحنته اللونية خليط من الأحمر والقرنفلي (مضاد الأخضر) ينتقل من كوارك أحمر ليمتصه آخر أخضر، فإن الكوارك الأول يتحول إلى أخضر بينما الثاني فيتغير إلى أحمر.
ومن الجدير بالذكر أن الحالات المركبة من جسيمات تحمل شحنات لونية (جسيمات ملونة) لا تكون إلا في تجمعات متعادلة المحصلة اللونية (عديمة الشحنة اللونية المحصلة)، وبذلك يمكن القول أن هناك ثمة تناظر بين الشحنات الكهربية والشحنات اللونية، فكما أن الذرة متعادلة كهربياً كذلك فإن البروتون والنيوترون وسائر الهدرونات متعادلة الشحنة اللونية، ولا يتسنى الوصول لحالة التعادل اللوني في الهدرونات إلا بارتباط ثلاثة كواركات مختلفة الشحنات اللونية (كما في حالة الباريونات والباريونات المضادة) أو عن طريق ارتباط كوارك بكوارك مضاد ذي شحنة لونية مضادة لشحنة الأول (كما في حالة الميزونات)

## الاحتجاز اللوني والحرية التقاربية
يلاحظ أن كل المحاولات لرصد الكواركات على انفراد قد باءت بالفشل مما يعني أن الكواركات دائما محتجزة في مجموعات داخل الهدرونات، هذا ولسبب ما فإن الحالات المركبة المتعادلة لونياً هي فقط التي يمكن رصدها كجسيمات حرة فيما يعرف بخاصية الاحتجاز اللوني، وقد وضع العلماء نظرية تدعى بنظرية «التحرر التقاربي Asymptotic Freedom» في محاولة لتفسير السبب وراء صعوبة اكتشاف الجسيمات الملونة كالكواركات حالة كونها مفردة، النظرية تشبه الكواركات كما لو كانت مجموعة من الأسرى مقرنين أو مكبلين بأصفاد، فكلما كان الكوارك قريباُ من أقرانه تمتع بقدر أكبر من الحرية وكلما ابتعد يظهر تأثير القيود التي تمنعه من الإفلات أو التحرر عن بقية الكواركات، هذا يعني أن قوى التفاعل الشديد تقترب من الانعدام باقتراب الكواركات من بعضها وتئول إلى ما لا نهاية إذا ما ابتعدت عن بعضها البعض، ولذلك يتطلب الأمر قدراً لا نهائياً من الطاقة لفصل كوارك عن بقية أقرانه بداخل الهدرون بحيث يكفي هذا القدر لخلق زوج من كوارك وكوارك مضاد عند موضع الانفصال، فإذا تخيلنا أن كواركاً تم فصله من ميزون (
q

q
) فإنه في نفس اللحظة سيتخلق كوارك وكوارك مضاد، حيث يتحد الكوارك المتخلق بالكوارك المضاد الأصلي وكذا نفس الشيء بالنسبة للكوارك المضاد المتخلق، ويصبح لدينا هدرونان جديدان.
يمكن تشبيه عملية فصل كوارك من الهدرون بكسر مغناطيس إلى جزئين، فمن المعروف أن المغناطيس له قطبان شمالي وجنوبي وعندما يكسر فإن موضع الانكسار في الجزء الذي يحوي القطب الشمالي الأصلي يصبح قطباً جنوبياً، بينما موضع الانكسار في الجزء الآخر يصبح قطباُ شمالياً، وهذا يعني أن قطباً ومضاده قد تخلقا عند موضع الانكسار وفي الوقت ذاته أصبح لدينا مغناطيسان.نستنتج من ذلك أن الكواركات ستظل دائماً محتجزة في مجموعات بحيث تكون المحصلة اللونية النهائية منعدمة (حالة التعادل اللوني).

## كتلة الهدرون
أغلب كتلة الهدرون تكمن في صورة طاقة داخل القلونات

## الباريونات والباريونات المضادة
إن كافة الباريونات المعروفة والتي تم اكتشافها حتى الآن تتألف من ثلاثة كواركات تسمى بكواركات التكافؤ ولذا تسلك سلوك الفرميونات لأنه إما أن يكون للثلاثة كواركات نفس اتجاه الدوران المغزلي فيكون عدد الدوران المغزالي للباريون ككل 3/2 أو أن يكون كواركان لهما نفس اتجاه الدوران المغزلي والثالث يخالفهما فيلاشي الدوران المغزلي لأحد الكواركين الدوران المغزلي للكوارك المخالف ومن ثم تكون محصلة الدوران المغزلي للباريون ككل 1/2، ومن المعروف أن الفرميونات هي الجسيمات التي يكون لها عدد دوران مغزلي نصف صحيح. يتميز الكوارك المفرد بأن عدده الباريوني B=1/3 ومن ثم فإن الباريون الواحد له عدد باريوني B=1، وأشهر باريونين: البروتون والنيوترون، يفترض أن بعض الباريونات يمكن أن تتكون من ثلاثة كواركات بالإضافة لزوج من كوارك وكوارك مضاد (أي ميزون) فيألفون معاً ما يسمى خماسي الكواركات (
q

q

q

q

q
) وهو ما يحقق خاصية التعادل اللوني اللازم تحققها في الهدرونات عامة كما يحقق وحدة العدد الباريوني للباريونات لأن العدد الباريوني للكوارك المضاد B=-1/3، ولذا يصنف كباريون ولكنه يسمى باريون شاذ لاحتوائه أكثر من ثلاثة كواركات، لكن الباريونات خماسية الكوارك لما تكتشف بعد وليس ثمة دليل على وجود مثل هذا النوع.
كل باريون له باريون مضاد يقابله، بحيث يستبدل كل كوارك في الباريون بالكوارك المضاد له في الباريون المضاد، على سبيل المثال الباريون الشهير المعروف بالبروتون بتألف من كواركين علويين وكوارك سفلي (uud) أما الجسيم المضاد له وهو مضاد البروتون فيتألف من مضادي كواركين علويين ومضاد كوارك سفلي (
u

u

d
)، وبالتالي يحمل الباريون المضاد شحنة كهربية مخالفة لشحنة الباريون المرادف له كما أن عدده الباريوني B=-1.

## الميزونات
الميزونات هي هدرونات مؤلفة من زوج كوارك وكوارك مضاد ولذلك فإن العدد الباريوني للميزونات B=0، تقع الميزونات تحت عائلة البوزونات لأنه إما أن يكون كلا الكوارك والكوارك المضاد لهما نفس اتجاه دوران العزم فتكون محصلة العزم للميزون 1 أو يخالف أحدهما اتجاه الآخر فتكون المحصلة صفراً، ومعروف أن البوزونات هي الجسيمات ذات عزم دوران صحيح، وتعد البايونات والكاونات أكثر الميزونات التي تنتج في تجارب فيزياء الجسيمات
هنالك أيضاً افتراض بوجود ميزونات شاذة كما هو الحال مع الباريونات، وهي تتكون من زوج كوارك وكوارك مضاد إضافي للميزونات العادية فيؤلفون معاً ما يعرف باسم الميزون رباعي الكواركات، ولكن هذا النوع من الميزونات الشاذة لم يعثر عليها في أي من التجارب العملية ولا تعدو كونها مجرد افتراض.